# Братешу Веки (Браила)
Братешу Веки (рум. Brateșu Vechi) насеље је у Румунији у округу Браила у општини Сурдила-Гречи. Oпштина се налази на надморској висини од 40 m.

## Становништво
Према подацима из 2002. године у насељу је живело 121 становника, од којих су сви румунске националности.